# Kanariestrandskata
Kanariestrandskata (Haematopus meadewaldoi) är en utdöd fågel i familjen strandskator inom ordningen vadarfåglar, som förekom på Kanarieöarna.

## Utseende
Kanariestrandskatan var helsvart utom vita inslag på vingundersidan. Den var mycket lik sin nära släkting kapstrandskata (Haematopus moquini) och svår att skilja till och med i handen. Näbben var dock längre och vingarna kortare. Kapstrandskata förekommer inte norr om Lobito, Angola. 

## Utbredning och levnadssätt
Fågeln var endemisk för östra Kanarieöarna Fuerteventura, Lanzarote och utliggande skär (Isla de Lobos och Chinijoarkipelagen). Den var en stannfågel och sågs inte utanför östra Kanarieöarna. Den var välkänd bland lokalbefolkningen och kallades cuervo marino ("havskorp") på Fuerteventura, grajo ("råka", som inte förekommer på Kanarieöarna) och corvino på La Graciosa.
Kanariestrandskatan levde med största sannolikhet utmed klippiga kuster snarare än på sandstränder. Den åt små mollusker och skaldjur, framför allt skålsnäckor och musselarten Perna perna.

### Häckning
Som andra strandskator byggde den inte ett regelrätt bo utan lade äggen direkt på marken. Varken ägg eller bo har dock setts av vetenskapsmän. Parningsritualen ska ha varit speciell, med två eller tre hanar som utförde en dansuppvisning för en hona. När väl honan valt en partner stannade de troligen med varandra livet ut, som andra strandskator. Troligen lade den endast ett ägg eftersom grupper av tre men inte fyra fåglar ofta sågs. Exakt när häckningssäsongen var är okänt, men utifrån observationer tros den ha inletts i april. I juni började fågeln ses igen i mer befolkade trakter. Liksom andra strandskator tros denna art ha levt relativt länge, uppåt 20 eller till och med mer än 30 år. Unikt var dock att de troligen ruggade efter häckningssäsongen.

## Systematik
Tidigare har kanariestrandskatan kategoriserats som underart till kapstrandskata och fram till 1913 som bara en population av denna. Hockey (1982) visade dock att den var en fullvärdig art.

## Utdöende
Sista fågeln samlades in 1913. Lokala fiskare och fyrvaktare rapporterar att den försvann runt 1940  Den verkar först ha försvunnit från Lanzarote. Tidigt 1900-tal sågs den inte utanför Chinijoöarna och Islote de Lobos. Grundliga eftersökningar mellan 1956 och 1980-talet fann inga bevis för att kanariestrandskatan fortfarande var vid liv. Från och med 1994 kategoriserades den som utdöd av IUCN.
Från Senegal har sammanlagt tre svarta strandskator rapporterats, men det anses osannolikt att det rör sig om kanariestrandskatan eftersom denna aldrig sågs utanför Kanarieöarna. Möjligen kan det röra sig om melanistiska vanliga strandskator som övervintrar i området. Två relativt övertygande observationer från Teneriffa kan dock tyda på att arten överlevde åtminstone till tidigt 1980-tal. Det finns nämligen andrahandsrapporter från Teneriffa från mitten på 1900-talet. 
Arten tros ha försvunnit på grund av störningar från människor och utfiskning av dess föda, även om också predation från katter och råttor kan ha påverkat. Äggen ska också sagts vara utsökta och plockades därför i stor utsträckning. Även om strandskator ofta lägger ett nytt ägg om det första går förlorat påverkades artens fortplantning troligen starkt eftersom den bara lade ett ägg om gången. Vuxna fåglar jagades också tillsammans med andra övervintrande vadare.